# Hankosaari (ö i Södra Savolax)
Hankosaari är en ö i Finland. Den ligger i sjön Korpijärvi och Verijärvi och i kommunen Sankt Michel i den ekonomiska regionen  S:t Michel och landskapet Södra Savolax, i den södra delen av landet, 210 km nordost om huvudstaden Helsingfors. Öns area är 0,7 hektar och dess största längd är 150 meter i nord-sydlig riktning.